# Pico Duri
El Pico Durí (9°01′20″N 70°37′04″O / 9.022185, -70.617661) es una formación de montaña ubicada en el extremo norte del Estado Mérida, Venezuela. A una altitud de 3.628 m s. n. m., el Pico Durí es una de las montañas más altas en Venezuela. Constituye parte del límite norte del Estado Mérida con el vecino estado Trujillo y muy cercano al límite nordeste con el Estado Barinas.

## Ubicación
El Pico Durí se encuentra en el límite norte de Mérida con el Estado Trujillo, al norte de Pueblo Llano en Mérida y al sur de las poblaciones de Tuñame y Las Mesitas en Trujillo. Su arista continúa hacia el este con el Cerro Boqueron y el Alto del Arenal que es el punto más elevado de la carretera sur de Boconó.

## Geografía
El Pico Durí se encuentra a un costado de una región geográfica conocida como Paso de Palmarito, un extenso conglomerado rocoso subyacente a la cuenca del río Cachiri y que va desde los Andes merideños hasta la Serranía del Perijá. Basado en estudios de la región, el conglomerado del Pico Duri y sus alrededores constituyen lutitas marinas. En los alrededores de la carretera de Mucuchachí a Santa Bárbara de Barinas por el Alto del Arenal la acumulación es parte roca clástica con continuidad que va de arenosa a limosa en donde se han encontrado fósiles de restos de plantas e invertebrados; que pasa luego a hacerse calcáreas donde han aparecido fósiles marinos.